# Répétition d'un ballet sur la scène
Répétition d'un ballet sur la scène est un tableau réalisé par le peintre français Edgar Degas en 1874. De format horizontal, cette huile sur toile est une scène de genre qui représente en grisaille des ballerines sur une scène pendant une répétition. Présentée à la Première exposition des peintres impressionnistes, l'œuvre entre dans les collections publiques à la faveur d'un legs par Isaac de Camondo en 1911. Elle est conservée au musée d'Orsay, à Paris.

## Postérité
Une gravure reproduisant le tableau inversé apparaît sur le mur derrière les figures dans Marie Coca et sa fille, un double portrait peint en 1913 par Suzanne Valadon.

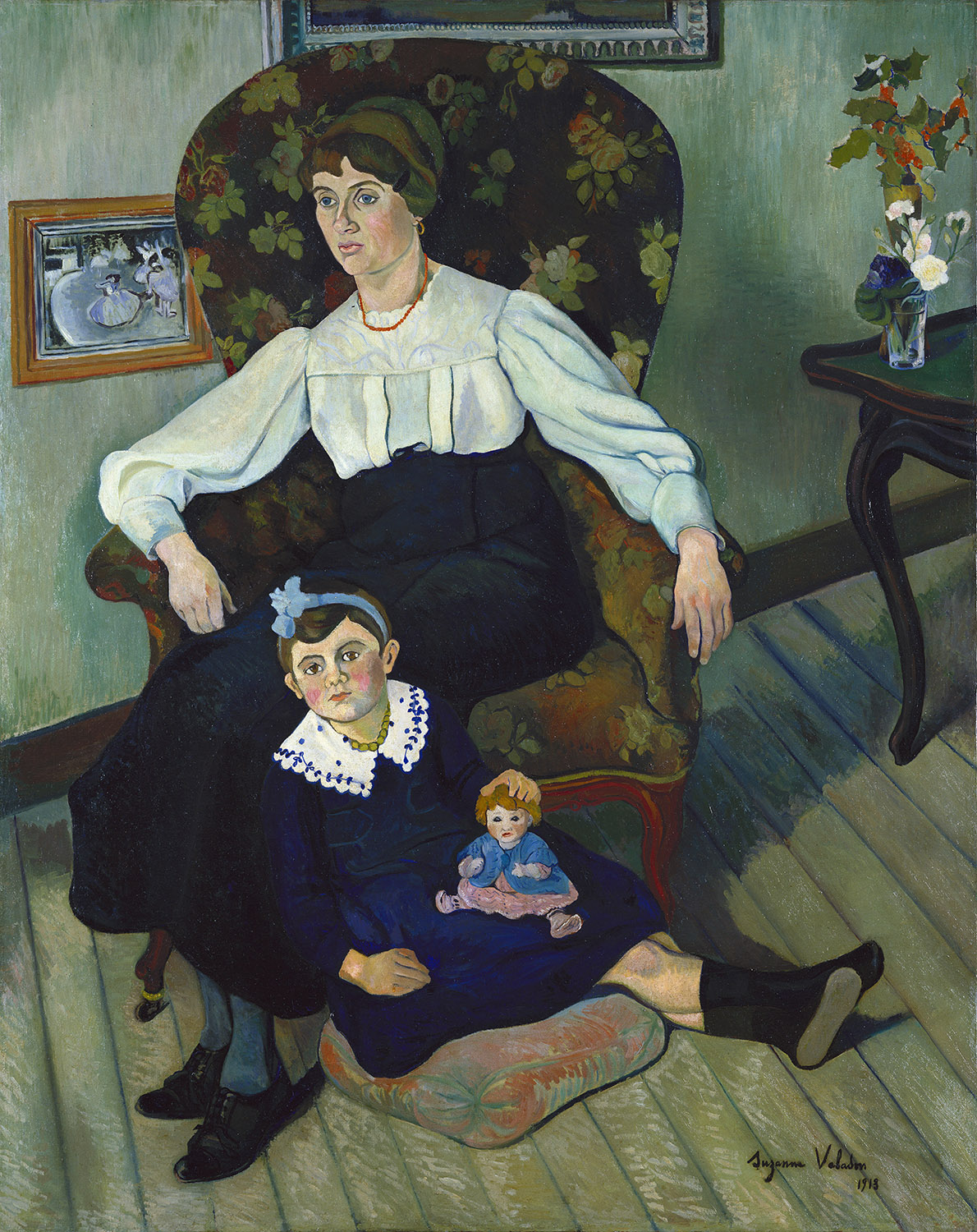
Suzanne Valadon, Marie Coca et sa fille, 1913 – Musée des Beaux-Arts de Lyon, Lyon.